# Firenze Amerigo Vespucci
Firenzes største lufthavn Amerigo Vespucci (italiensk: Aeropuerta de Florence san Amerigo Vespucci) er opkaldt efter den italienske opdagelsesrejsende Amerigo Vespucci. Lufthavnen benyttes af mange flyselskaber, og er den største lufthavn i Toscana.
Den 5. december er 2012 Vueling annonceret åbningen af en ny base af operationer, hvorfra man kan flyve til Firenze til syv destinationer i Europa: Hamburg, Barcelona, Berlin, København, London Heathrow, Madrid og Paris Orly.
- Wikimedia Commons har flere filer relateret til Firenze Amerigo Vespucci

43°48′36″N 11°12′14″Ø / 43.81000°N 11.20389°Ø
| Luftfart | Spire Denne artikel om flyvning er en spire som bør udbygges. Du er velkommen til at hjælpe Wikipedia ved at udvide den. |